# Ambrosius Kienle

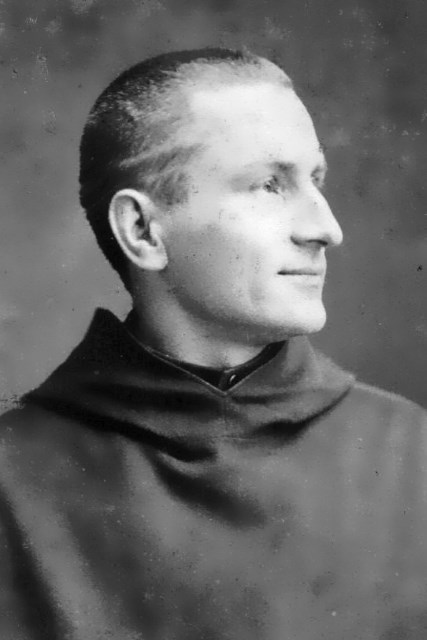
Pater Ambrosius Kienle im Juli 1884 in Eichstätt

Ambrosius Kienle OSB (* 8. Mai 1852 in Laiz bei Sigmaringen als Christian Kienle; † 18. Juni 1905 in Beuron) war ein deutscher Choralforscher, Hymnologe und Reformer der Kirchenmusik.

## Leben
Kienle entstammte als Sohn von Guntram Kienle (1826–1886) und dessen Ehefrau Gertrud (1827–1876, geborenen Pfaff) einer Kaufmannsfamilie. Seine schulische Laufbahn absolvierte er bis zum Jahr 1872 an dem von Jesuiten geführten Gymnasium in Hedingen. Kurz darauf, unmittelbar nach Beginn eines Studiums der katholischen Theologie in Mainz lernte er Benediktiner der Erzabtei Beuron kennen und trat daraufhin am 14. Januar 1873 in diese Abtei ein, wo er am 15. August die Profess ablegte.
1880 wurde ihm im Prager Kloster Emaus, wohin die Beuroner Mönche während des preußischen Kulturkampfes hatten emigrieren müssen, das Amt des Kantors übertragen. Ab 1890, wieder nach Beuron zurückgekehrt, versah er auch hier dieses Amt und außerdem das des Bibliothekars und des Novizenmeisters. Seine intensive Hinwendung zum Gregorianischen Choral begann schon früh in der Studienzeit; ein längerer Aufenthalt in dem für die Restauration des Chorals so bedeutsamen französischen Kloster Solesmes, dem der damalige Beuroner Abt Maurus Wolter wie auch der zu dieser Zeit noch amtierende Kantor Benedikt Sauter, der sein Noviziat in Solesmes verbracht hatte, freundschaftlich verbunden waren, prägte ihn und seine Auffassung des Chorals tief.
Er schloss sich in der Folgezeit der durch den in Solesmes forschenden Dom Joseph Pothier repräsentierten Richtung dieses Klosters an, die es sich zur Aufgabe gemacht hatte, den Choral nach den ältesten Handschriften wiederherzustellen. Die Ergründung und Neubelebung des Chorals in Theorie und Praxis wurde auch Kienles eigentliche Lebensaufgabe. Trotz seiner großen Begeisterung für die wissenschaftliche Methode Pothiers bei der Wiederherstellung der alten Lesarten und seiner Achtung vor dessen überragendem Intellekt und tiefen Kenntnis der Materie übte Kienle jedoch Kritik an einzelnen Aspekten der praktischen Ausführung des Chorals durch die in Solesmes geschulten Mönche.
Eine tiefe Freundschaft verband ihn mit dem Eichstätter Choralforscher und Universalgelehrten Raymund Schlecht und dem in Trier wirkenden Choralforscher Michael Hermesdorff. Dieser gründete im Jahr 1872 einen Verein zur Erforschung des Gregorianischen Chorals, dem die Erzabtei Beuron als Institution in Gänze beitrat. Auf Bitten Schlechts hin vermittelten Kienle, Sauter und Wolters den Kontakt zu Pothier, der daraufhin ebenfalls dem Hermesdorffschen Choralverein beitrat und fortan eng mit den deutschen Forschern zusammenarbeitete.
Kienle trat fortan gleichfalls für die Wiederherstellung des Chorals nach den historischen Quellen ein. Zahlreiche Choralkurse in Beuron und eine Reihe eigenständiger, manchmal eigenwilliger und zum Teil heftig umstrittener Publikationen dienten diesem Ziel. Seine »Choralschule« (1884, 1893; französisch: Tournai 1895) und vor allem die Publikation »Maß und Milde in kirchenmusikalischen Dingen« (1901) machten seinen Namen weit bekannt. Außerdem übersetzte er das epochale Werk Pothiers, »Les Mélodies grégoriennes« (1880, dt. Übersetzung 1881), in welchem dieser seine Erkenntnisse zur Erforschung der mittelalterlichen Handschriften und seine darauf fußende Ästhetik zur Aufführung des Chorals darlegte.
Nach dem Tod Hermesdorffs trat Kienle neben Pothier, Schlecht und Peter Bohn vehement für die Erhaltung des urtümlichen, auch von Hermesdorff restituierten gregorianischen Chorals und gegen die verstümmelte Choralausgabe der von Franz Xaver Haberl im Regensburger Verlagshaus Friedrich Pustet KG herausgegebene Medicaea ein.
Nicht zuletzt durch das Wirken Kienles erlangte die Beuroner Choralschule für Deutschland eine ähnliche Bedeutung wie die von Solesmes für Frankreich.

## Werke
- Als Übersetzer: Der Gregorianische Choral, seine ursprüngliche Gestalt und geschichtliche Überlieferung von Dom Joseph Pothier. Verlag von Desclée, Lefebvre et Cie, Tournay 1881.
- Choralschule. Ein Handbuch zur Erlernung des Choralgesangs. Herdersche Verlagshandlung, Freiburg im Breisgau 1884; 3., verb. Auflage, ebenda 1899, DNB 361052863.
- Über ambrosianische Liturgie und ambrosianischen Gesang. Raigerner Benediktiner, 1884.
- Das Hochamt Gregors des Großen: ein liturgisches Zeitbild nach dem Ordo Romanus I. 1885.
- Kleines Kirchenmusikalisches Handbuch zur Einführung des neuen Diocesan Gesangbuches: Magnificat. Herder, 1893.
- Mass und Milde in kirchenmusikalischen Dingen. Gedanken über unsere liturgische Musikreform. Herdersche Verlagshandlung, Freiburg im Breisgau 1901, DNB 361052871.

### Nachrufe
- Zeitschrift der Internationalen Musikgesellschaft. 6, 1904/1905, S. 454.
- Michael Horn: † Ambrosius K. In: Gregorianische Rundschau. 4, 1905, ZDB-ID 527132-0, S. 127–129.
- P. Ambrosius K. †. In: Gregorius-Blatt. Organ für katholische Kirchenmusik. 30, 1905, DNB 534535-2, S. 92.
- St. Benediktsstimmen. 29, 1905, S. 314–318.
- Der katholische Kirchensänger. 18, 1905, OCLC 310965351, S. 59–62.

### Wissenschaftliche Literatur
- Franz Xaver Witt: Die Choralschule von P. A. K. In: Musica sacra. 18, 1885, S. 43–46, S. 129–133.
- Philipp Jakob Lenz: Eine Reise in Choralangelegenheiten. In: Pastor bonus. Zeitschrift für kirchliche Wissenschaft und Praxis. Hrsg. von den Professoren des Bischöflichen Priesterseminars in Trier. 11, 1898/1899, S. 27–32.
- Lucas Kunz: Zwei Beuroner Kantoren – Skizzen und Hinweise. In: Johannes Overath (Hrsg.): Musicae Sacrae Ministerium. Beiträge zur Geschichte der Kirchenmusik. Erneuerung im XIX. Jahrhundert. Festgabe für Karl Gustav Fellerer (= Allgemeiner Cäcilien-Verband für die Länder der Deutschen Sprache: Schriftenreihe des Allgemeinen Cäcilien-Verbandes für die Länder der Deutschen Sprache. Band 5). Unter Mitarb. seiner Schüler und Freunde hrsg. von Johannes Overath. Allgemeiner Cäcilien-Verband, Köln 1962, DNB 453387004, S. 91–109.
- Kurt Küppers: Diözesan-Gesang- und Gebetbücher des deutschen Sprachgebietes im 19. und 20. Jahrhundert. Geschichte, Bibliographie (= Liturgiewissenschaftliche Quellen und Forschungen. Band 69). Aschendorff, Münster (Westfalen) 1987, ISBN 3-402-03855-2, S. 10, 84.
- Stephan Klaus Petzolt: Die Gründungs- und Entwicklungsgeschichte der Abtei Beuron im Spiegel ihrer Liturgie (1863–1908). Dissertation. Universität Würzburg, Würzburg 1990, DNB 901297836, bes. S. 358–422.
- Adalbert Kienle: Der Chorallöwe von Beuron – Pater Ambrosius Kienle OSB (1852–1905) (= Beuroner Profile. Band 1). Beuroner Kunstverlag, Beuron 2017, ISBN 978-3-87071-355-3.[2]